# Wevelgem
Wevelgem là một đô thị ở tỉnh Tây Flanders. Đô thị này gồm các thị trấn Gullegem, Moorsele va noi o Wevelgem. Tại thời điểm ngày 1 tháng 1 năm 2006, Wevelgem có dân số 31.020 người. Tổng diện tích là 38.76 km² với mật độ dân số là 800 người trên mỗi km².

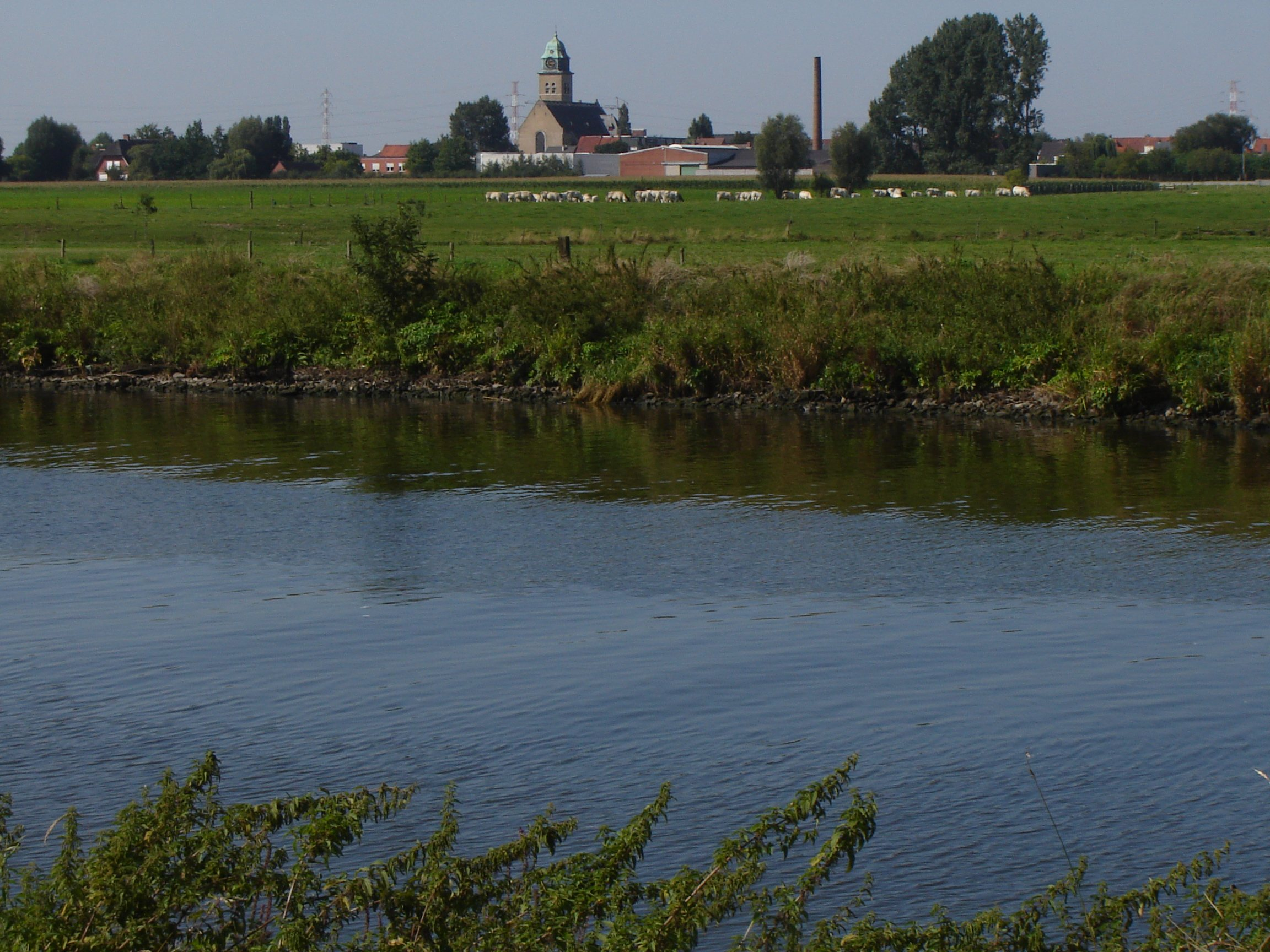
Nhà thờ Sint-Theresia gần Wevelgem